# The Torture Manuals
En 1996, siete polémicos manuales de entrenamiento militar fueron desclasificados por el Pentágono. En 1997, dos manuales adicionales de la CIA fueron desclasificados en respuesta a una petición de FOIA archivada por Baltimore Sun. Estos manuales eran llamados por los críticos the Torture Manuals (los Manuales de Tortura, en español) por su contenido, política extranjera y la práctica de contrainsurgencia.

## Manuales del Ejército de los Estados Unidos

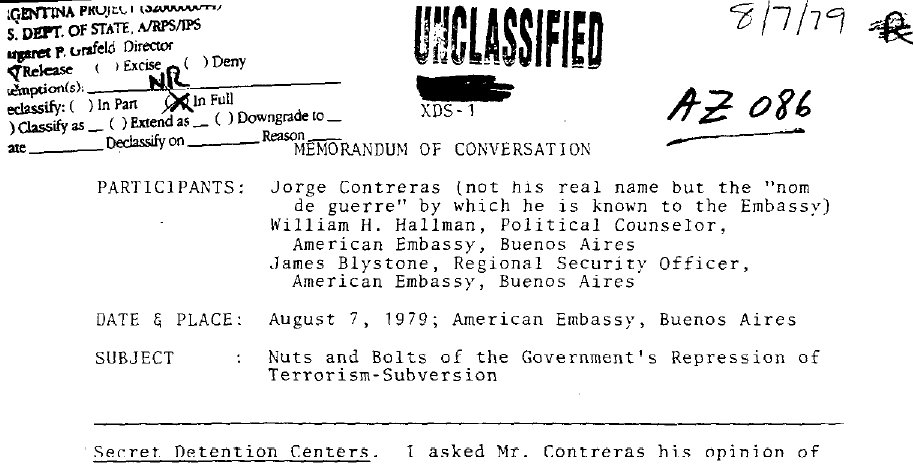
7 de agosto de 1979; embajada de EE. UU. en la Argentina; memorando de la conversación con "Jorge Contreras", director del Grupo de Trabajo 7 de la "Reunión Central" de la "Unidad de Inteligencia del Ejército 601", que reunió a miembros de todos las cuerpos de las Fuerzas Armadas Argentinas. Asunto: "Elementos de la represión del Gobierno del terrorismo-Subversión. Enlace roto|1=documento original en el sitio web del National Security Archive.

```
[[Archivo:Memorándum Embajada USA del 07AG-1979-Contreras.jpg|thumb|250px| 7 de agosto de 1979; embajada de EE. UU. en la Argentina; memorando de la conversación con "Jorge Contreras", director del Grupo de Trabajo 7 de la "Reunión Central" de la "Unidad de Inteligencia del Ejército 601", que reunió a miembros de todos las cuerpos de las Fuerzas Armadas Argentinas. Asunto: "Elementos de la represión del Gobierno del terrorismo-Subversión. {{Enlace roto|1=
documento original
 en el sitio web del 
National Security Archive
.]]
```

### Descripción

#### Títulos
Los siete manuales llevaban los títulos:
- "Handling of Sources" Manejo de fuentes de información.
- "Counterintelligence" Contraespionaje.
- "Revolutionary War, Guerillas and Communist Ideology" Guerra revolucionaria, guerrillas e ideología comunista.
- "Terrorism and the Urban Guerilla" Terrorismo y la guerrilla urbana.
- "Interrogation" Interrogatorio.
- "Combat Intelligence" Inteligencia de combate.
- "Analysis I." Análisis de la información.

#### Técnicas discutidas en el ejército estadounidense y en manuales de interrogación de la CIA
- Motivación por miedo[4]
- Pago de recompensas por cada enemigo muerto[5]
- Falso encarcelamiento[5]
- Uso del suero de la verdad[6]
- Tortura[5]
- Ejecución[4]
- Extorsión[6]

- Secuestro y arresto de miembros de la familia del blanco[7]

### Enfocados para militares latinoamericanos
Estos manuales fueron preparados por los militares estadounidenses entre 1987 y 1991 para cursos de entrenamiento en la Escuela de las Américas (SOA) del Ejército de los Estados Unidos y usado en numerosos países latinoamericanos.
Hay manuales similares pero más antiguos que datan de 1963 que demuestran que los EE.UU. enseñaron técnicas tales como la ejecución, extorsión, tortura y electrocución. Los manuales también fueron distribuidos por equipos de las fuerzas especiales de entrenamiento móvil al personal militar y a escuelas de inteligencia en Colombia, Ecuador, El Salvador, Guatemala y Perú.
Ha habido muchas discusiones o métodos similares que fueron usados por los Estados Unidos - Batallón 316 de Honduras, conocido por su brutalidad, el Batallón Atlácatl de El Salvador( involucrado en la Masacre del Mozote y en la Masacre de Tenango y Guadalupe ), el Batallón de Inteligencia 601 (un servicio de inteligencia militar del Ejército Argentino activo en el terrorismo de Estado y la Operación Cóndor) o la DINA (La Dirección de Inteligencia Nacional, más conocida por su acrónimo DINA, fue la policía secreta chilena durante el período inicial de la dictadura militar de Augusto Pinochet, siendo uno de los elementos más significativos del aparato represor de la dictadura)- sospechosos de matar a un gran número de civiles, y por otros militares en Latinoamérica.
La publicación en el periódico del Pentágono dijo que una investigación de un año de duración (1991-92) desveló que "dos docenas de pasajes cortos en seis manuales, que suman 1169 páginas, contiene material que no podría ser interpretado por no estar de acuerdo con la política de los Estados Unidos."

### Aparecen críticas
El grupo de trabajadores latinoamericanos y muchos otros criticaron esto:" el propósito sin especificar de los manuales es entrenar a militares latinoamericanos para identificar y para suprimir los movimientos antigubernamentales. A través de las 1100 páginas de los manuales hay pocas menciones a la democracia, los derechos humanos o ley. En su lugar, los manuales muestran técnicas detalladas para la infiltración en los movimientos sociales, interrogar a sospechosos, mantener los secretos militares, vigilancia, reclutar y retener espías y controlar a la población. Mientras que las publicaciones del Pentágono son pequeñas extracciones, son una selección de los pasos más útiles y no engañosa de los pasos más notorios, la mayoría aboga claramente la ejecución, la tortura y el chantaje, lo cual no aporta nada comparado con el marco degradante de los manuales. Aunque los manuales defienden la democracia, sus métodos son antidemocráticos."

### A pesar de la investigación se siguen usando
Después de la investigación de 1992, el Departamento de defensa continuó usando los manuales, dirigió su recuperación y destruyó sus copias en el campo. El comando meridional aconsejó a los gobiernos de América Latina que los manuales contuvieran los pasos que no representaban la política del gobierno de los EE. UU., y persiguieran la recuperación de los manuales por parte de los gobiernos y de algunos estudiantes.

### Manuales de la CIA
El 24 de enero de 1994, dos nuevos manuales fueron desclasificados en respuesta a una petición de FOIA archivada por Baltimore Sun en 1994.

#### Primer manual
El primer manual, "interrogación de la contrainteligencia Criptónimo CIA KUBARK", con fecha de julio de 1963 es la fuente de gran parte del segundo manual. Este más antiguo y abusivo, con dos referencias al uso de las descargas eléctricas. KUBARK era uno de los criptónimos de la Agencia Central de Inteligencia para la CIA misma. El criptónimo KUBARK aparece en el título de un documento de la CIA de 1963 KUBARK Counterintelligence Interrogation el cual describe técnicas de interrogación , las que incluyen entre otras fuentes , "interrogación coercitiva de contrainteligencia de fuentes resistentes".

#### Segundo manual
El segundo manual, “manual de entrenamiento de la explotación de los recursos humanos - 1983,” fue utilizado en por lo menos siete cursos de aprendizaje de los EE. UU. realizados en países latinoamericanos, incluyendo Honduras, entre 1982 y 1987.
Ambos manuales se ocupan exclusivamente de los interrogatorios. Los dos tienen un capítulo entero dedicado a técnicas coactivas. Estos manuales recomiendan que el arresto de sospechosos sea temprano, por la mañana y por sorpresa, cubrir sus ojos y dejarlos desnudos. Los sospechosos deben estar incomunicados y prohibírseles cualquier tarea rutinaria, como comer o dormir. Los cuartos de interrogación no deben tener ventanas, estar insonorizados, oscuros y sin tocadores.

#### La tortura como herramienta
Según los manuales, la amenaza es más eficaz que la tortura. Con este método incitan a la víctima a tener miedo por lo que le pueda pasar.
También describen que se puede disminuir la fuerza de voluntad de la víctima por medio de una fuerza exterior superior. Estas técnicas incluyen constreñimiento prolongado, esfuerzo prolongado, calor o frío extremo, o humedad, privación del alimento o del sueño, las rutinas de interrupción, confinamiento solitario, amenazar con dañar, privación de estímulos sensoriales, hipnosis, y uso de drogas o de placebos.

## Otros antecedentes históricos de manuales de tortura
El Malleus Maleficarum (del latín: Martillo de las Brujas) es probablemente el tratado más importante que se haya publicado en el contexto de la persecución de brujas y la histeria brujeril del Renacimiento. Es un exhaustivo libro sobre la caza de brujas, que después de ser publicado primero en Alemania en 1486, tuvo docenas de nuevas ediciones, se difundió por Europa y tuvo un profundo impacto en los juicios contra las brujas en el continente durante cerca de 200 años. Esta obra es notoria por su uso en el período de la histeria por la caza de brujas, que alcanzó su máxima expresión desde mediados del siglo XVI hasta mediados del XVII. Muchas de las técnicas de los Manuales de Tortura del Ejército de Estados Unidos fueron planteadas en el Malleus Maleficarum del siglo XV. El Mal tiende a prolongarse y por eso es necesaria su erradicación total y definitiva. Se garantizaba la continuación de la masacre mediante la tortura que apuntaba a delatar cómplices que a su vez serían torturados para delatar. Cambiando su contenido, de acuerdo a las épocas, podemos observar como ese mismo discurso aparece en la Alemania del nazismo, en la España de la dictadura de Francisco Franco, en la Argentina del Proceso de Reorganización Nacional, en Chile de Augusto Pinochet en la Rusia del estalinismo, en la China del maoísmo, en la guerra contra el terrorismo de los Estados Unidos, en la masacre de la guerra de Croacia, en el genocidio camboyano, en el genocidio en Bosnia, en el Porraimos, en el Genocidio de Ruanda, en el genocidio congoleño y en casi todas las masacres históricas en los estados policiales donde el derecho jurídico y las garantías constitucionales se pierden.

En todas las épocas se inventaron peligros para que el poder punitivo pudiera deshacerse de sus enemigos, como por ejemplo la existencia de armas químicas en Irak, o bien tales peligros existieron pero desaparecieron mediante otros medios, como por ejemplo la sífilis que desapareció con el descubrimiento de la penicilina, pero nunca el poder punitivo eliminó un peligro real.
Según el juez Eugenio Raúl Zaffaroni, ex miembro de la Corte Suprema Argentina